# 鈍齒美體鰻
鈍齒美體鰻，又稱鈍齒錐體糯鰻（學名：[Ariosoma mauritianum] 错误：{{Lang}}：文本有斜体标记（帮助）），為輻鰭魚綱鰻鱺目糯鰻科的其中一個種，由Paul Pappenheim於1914年描述，最初屬於Leptocephalus屬，分布於印度西太平洋區，從紅海、東非至澳洲新南威爾斯海域，深度360至800公尺，本魚體粗壯，體色褐色，魚鰭淡黃色具有黑色邊緣，背鰭軟條167枚、臀鰭軟條110枚、脊椎骨143個，體長可達30公分，為深海底棲性魚類，肉食性，生活習性不明。